# Makednothallus stephanii
Makednothallus stephanii là một loài rêu trong họ Pallaviciniaceae. Loài này được (J.B. Jack) R.M. Schust. mô tả khoa học đầu tiên năm 1963.